# Рунка
Ру́нка (від пол. runka) — різновид колючої зброї, що являє собою фактично спис із двома додатковими бічними наконечниками, меншими, ніж центральний; також іноді іменується бойовими вилами.

## Назва
Термін «рунка» походить з польської мови (runka). Схожі терміни щодо позначення списа з бічними відростками вживають в іспанській і французькій мовах (roncona, roncone). Слід мати на увазі, що співзвучні слова не завжди розуміють під собою саме рунку. Наприклад, італ. roncone (ronco) насправді значить не «рунка», а «гвізарма».

## Опис
Була найбільш популярна в Італії та Іспанії. Широко представлена на зображеннях XV століття як зброя піхоти, проте, на думку В. Бехайма, вона значно древніша. На початку XVI століття набула популярності в лейб-гвардії, а з другої половини XVI століття стала використовуватися як парадна зброя. У збройових колекціях Відня і Мадрида зберігаються складні парадні рунки з позолоченими клинками й обтягнутими шовком держаками, а їхня конструкція дає змогу складати не тільки древко, а й бічні відростки клинка.
Бічні відростки в деяких випадках можуть являти собою заточені леза. Варіанти ж, у яких бічні відростки не є лезами, залежно від їхньої форми можуть вважаються різновидом бойових (або штурмових) вил, або спетумом, також відомим як фріульський спис. Різниця між такими різновидами рунки, як спетум і бойові вила (або тризубець), полягає в тому, що в бойових вилах вістря бічних відростків дивляться вперед, в той час як у спетума вони дивляться трохи в сторони, або зовсім вигнуті назад, фактично являючи собою гаки.